# Агенти хаосу
«Агенти хаосу» (англ. Agents of Chaos) — американський документальний мінісеріал режисерів Алекса Гібні та Хав'єра Альберто Ботеро, сюжет якого обертається навколо втручання Росії у вибори у США у 2016 році (див. Russian interference in the 2016 United States elections та Russian interference in the 2020 United States elections).
Прем'єра мінісеріалу відбулася 23-24 вересня 2020 року на каналі HBO.

## Сюжет
Проєкт розповідає про закулісся глобальної політики та про боротьбу Росії за політичний вплив у США на тлі президентських виборів, у яких переміг Дональд Трамп. Автори взяли інтерв'ю з ключовими фігурами експертного середовища та проаналізували інсайдерську інформацію.
У телесеріалі з'являються відомі особи: адвокати Ендрю Вайсманн, Ендрю Маккейб, радник із безпеки Джон Бреннан, радник із зовнішньої політики Картер Пейдж та інші політики, підприємці, науковці.

## Сприйняття
Після прем'єри фільм отримав переважно схвальні відгуки. За рецензією CNN, автори фільму здійснили ретельне дослідження, аби створити послідовну картину, "спираючись на безліч інтерв'ю із ключовими гравцями та сторонніми спостерігачами".

## Відзнаки та нагороди
Премія Гільдії письменників у категорії "Документальний сценарій - поточні події", 2021.